# Műtőssegéd
A műtőssegéd (műtős vagy műtősfiú) a kórházak általános, központi vagy speciális műtőiben dolgozik. Feladata a műtétek során használt technikai eszközök és berendezések előkészítése, irányítás melletti működtetésük. Továbbá betegszállítás és fertőtlenítési feladatok elvégzése.
A műtőssegéd lehet betanított vagy szakképzett (OKJ: 31500203).

## Műtői munka
A műtőbe csak a zsilipen (átöltöző helyiségen) keresztül lehet bemenni. A fehér ruházatot ekkor kell lecserélnie zöldre. Tiszta zöld pólót, nadrágot, műtősapkát, maszkot és lábzsákot (vagy műtőben használatos klumpát, papucsot) vesz fel. Ha kimegy a műtőből, akkor visszaöltözik, és kidobja a műtői ruháit. A textil pólót és nadrágot külön zsákba (mosásra).
Naponta több műtét van, ezért a következő feladatokat szinte szünet nélkül végzi.

### Műtét előtt
Előkészíti a beteget a műtétre, ha szükséges.
- Leborotválja a műtéti területről a beteg szőrét.
- Leveszi a gipszet.
- Leveszi a ruháját. (Főleg a traumatológián, ortopédián.)

Előkészíti a műtőt.
- Bekészíti a műtét során szükséges eszközöket.
- Betolja a beteget a műtőbe, rögzíti és beállítja a műtőasztalt.
- A beteget a műtétnek megfelelő pozícióban fekteti.
- A műtéthez szükséges tálcát kibontja, úgy, hogy közben csak a külső csomagolás külső felületéhez érhet hozzá. (A sterilitás fenntartása miatt. Ezután a bemosakodott műtősnő nyitja ki a második, belső csomagolást.)
- Beöltözteti a műtősnőt, és később az orvosokat.
- Bebontja az eszközöket. (Kinyitja a védőcsomagolást, oly módon, hogy csak a csomagolás külső felszínéhez érhet. Ekkor a műtősnő kiveszi a steril eszközt, úgy, hogy közben nem érhet hozzá a csomagolás külső és belső felületéhez sem.)
- Ellenőrzi a vegyszerek mennyiségét, és a felhasználandó anyagok, eszközök sterilitás lejárati időpontját.
- Bekapcsolja a megfelelő készülékeket, berendezéseket és összeköti a kábeleket, csöveket.
  - Műtőlámpa.
  - Diatermiás készülék.
  - Laparoszkópos műtét esetén a laparoszkópos berendezés.
  - Szívóberendezés.

### Műtét közben
- Sterilen adagolja a vegyszereket (lemosások, fertőtlenítőszerek).
- Mozgatja a beteget, ha szükséges.
- Bekészíti, bebontja az új helyzeteknek megfelelően az új eszközöket, ha szükséges.
- Beadja a steril eszközöket.
- Kezeli a műtői telefont. Felveszi, átadja az üzeneteket, lebonyolítja a szükséges hívásokat.
- Irányítás mellett működteti a technikai eszközöket és berendezéseket.
  - Műtőlámpa beállítása.
  - Diatermiás készülék beállítása.
  - Szívóberendezés ki-, bekapcsolása. Gyűjtőzsák cseréje, ha szükséges.

### Műtét után
- Segít a gipszelésben, ha szükséges. (Főleg a traumatológián, ortopédián.)
- Kikapcsolja a technikai eszközöket és berendezéseket.
- Kitolja a beteget a műtőhelyiségből.
- Rendbe teszi a műtőhelyiséget.

A takarító kitakarítja a műtőhelyiséget, és újra kezdődik a következő műtét előkészítése.

## Műtőn kívüli munka
A műtőn kívül dolgozó műtőssegédet partosnak nevezik, akit általában a nap elején osztanak be erre a feladatra. De ha szükséges, akkor átöltözik, és ő is be tud menni a műtőbe.

### Beteg műtétre vitele az osztályról
Elmegy az osztályra, ahol a beteg fekszik, és beszél az ápolókkal, hogy viheti-e műtétre a beteget. Ha igen, akkor megkeresi a kórtermet. Felteszi az alapvető kérdéseket a betegnek. (Pl.: Bevette-e a gyógyszerét? Van-e kivehető műfogsora, protézise? El akar-e menni WC-re?) Az ágyán fekvő beteget kitolja az osztályról, és elviszi a műtő átfektető helyiségébe, ahol előkészíti a műtőasztalt. Átfekteti a beteget, betakarja, és ráadja (vagy a beteg saját maga veszi fel) a műtőssapkát. Betolja a steril folyosóra a beteget, ahová a ”partos” már nem léphet be. Itt a benti műtőssegédek veszik át a beteget.

### Beteg visszavitele az osztályra
A már megműtött beteget a steril folyosóról behúzza (vagy áttolják a benti műtőssegédek) az átfektető helyiségbe. A legtöbb beteg ilyenkor már ébren van. Átemeli a beteget a műtőasztalról a beteg saját ágyába, betakarja, és visszaviszi a kórterembe. Szól az ápolóknak, hogy visszahozta a beteget, akik foglalkozni kezdenek a beteggel.

### Anyagszállítás
A műtő és a kórház között kisebb szállításokat is végez. A szövetmintákat elviszi szövettani, bakteriológiai vizsgálatra (pl.: a patológiára, röntgenre). Átveszi a steril eszközöket, kötszereket, textíliákat, gyógyszereket, vegyszereket. Kezeli (ideiglenesen tárolja, majd elszállítja) a szennyest, és a veszélyes (fertőző) hulladékokat.